# Rally Príncipe de Asturias de 2011
El Rally Príncipe de Asturias de 2011 fue la edición 48.ª, la octava ronda de la temporada 2011 del Campeonato de Europa de Rally y la séptima ronda de la temporada 2011 del Campeonato de España de Rally. Se celebró del 8 al 10 de septiembre y contó con un itinerario de trece tramos sobre asfalto con un total de 231.56 km cronometrados.

## Itinerario y resultados
| Día              | Tramo | Nombre                 | Distancia | Ganador             | Tiempo  | Veloc. media | Líder rally         |
| ---------------- | ----- | ---------------------- | --------- | ------------------- | ------- | ------------ | ------------------- |
| Día 1 (9 sept.)  | SS1   | Siero 1                | 14.70 km  | Miguel Ángel Fuster | 8:40.6  | 101.7 km/h   | Miguel Ángel Fuster |
| Día 1 (9 sept.)  | SS2   | Morcín 1               | 24.94 km  | Miguel Ángel Fuster | 15:33.9 | 96.1 km/h    | Miguel Ángel Fuster |
| Día 1 (9 sept.)  | SS3   | Corvera 1              | 14.88 km  | Miguel Ángel Fuster | 9:45.4  | 91.5 km/h    | Miguel Ángel Fuster |
| Día 1 (9 sept.)  | SS4   | Siero 2                | 14.70 km  | Miguel Ángel Fuster | 8:33.6  | 103.0 km/h   | Miguel Ángel Fuster |
| Día 1 (9 sept.)  | SS5   | Morcín 2               | 24.94 km  | Miguel Ángel Fuster | 15:33.4 | 96.2 km/h    | Miguel Ángel Fuster |
| Día 1 (9 sept.)  | SS6   | Corvera 2              | 14.88 km  | Miguel Ángel Fuster | 9:40.4  | 92.3 km/h    | Miguel Ángel Fuster |
| Día 2 (10 sept.) | SS7   | Gijón 1                | 14.62 km  | Miguel Ángel Fuster | 8:35.8  | 102.0 km/h   | Miguel Ángel Fuster |
| Día 2 (10 sept.) | SS8   | Villaviciosa-Colunga 1 | 29.36 km  | Miguel Ángel Fuster | 20:31.5 | 85.8 km/h    | Miguel Ángel Fuster |
| Día 2 (10 sept.) | SS9   | Comarca de la Sidra 1  | 11.52 km  | Alberto Hevia       | 7:15.7  | 95.2 km/h    | Miguel Ángel Fuster |
| Día 2 (10 sept.) | SS10  | Gijón 2                | 14.62 km  | Miguel Ángel Fuster | 8:26.7  | 103.9 km/h   | Miguel Ángel Fuster |
| Día 2 (10 sept.) | SS11  | Comarca de la Sidra 2  | 11.52 km  | Alberto Hevia       | 7:05.4  | 97.5 km/h    | Miguel Ángel Fuster |
| Día 2 (10 sept.) | SS12  | Villaviciosa-Colunga 2 | 29.36 km  | Alberto Hevia       | 20:23.6 | 86.4 km/h    | Miguel Ángel Fuster |
| Día 2 (10 sept.) | SS13  | Comarca de la Sidra 3  | 11.52 km  | Alberto Hevia       | 7:05.1  | 97.6 km/h    | Miguel Ángel Fuster |

## Clasificación final
| Pos.      | Piloto              | Copiloto              | Coche                   | Tiempo penalización   | Diferencia | Puntos  |
| General   | General             | General               | General                 | General               | General    | General |
| --------- | ------------------- | --------------------- | ----------------------- | --------------------- | ---------- | ------- |
| 1.        | Miguel Ángel Fuster | Ignacio Aviño         | Porsche 911 GT3         | 2:27:49.5             | 0.0        |         |
| 2.        | Alberto Hevia       | Alberto Iglesias Pin  | Škoda Fabia S2000       | 2:28:16.20            | 0.0        |         |
| 3.        | Xevi Pons           | Álex Haro             | Ford Fiesta S2000       | 2:30:06.80            | +1:50.60   |         |
| 4.        | Jonathan Pérez      | Enrique Velasco       | Peugeot 207 S2000       | 2:30:19.90            | +2:03.70   |         |
| 5.        | Luca Betti          | Maurizio Barone       | Peugeot 207 S2000       | 2:31:15.10            | +2:58.90   |         |
| 6.        | Joan Vinyes         | Jordi Mercader        | Suzuki Swift S1600      | 2:34:05.50            | +5:49.30   |         |
| 7.        | Antonín Tlusťák     | Jan Škaloud           | Skoda Fabia S2000       | 2:34:45.80            | +6:29.60   |         |
| 8.        | Szymon Ruta         | Sebastian Rozwadowski | Peugeot 207 S2000       | 2:37:19.60 0:02:30.00 | +9:03.40   |         |
| 9.        | Daniel Marbán       | Víctor Ferrero        | Mitsubishi Lancer Evo X | 2:37:44.60            | +9:55.10   |         |
| 10.       | Miguel Arias        | Roberto Arias         | Renault Twingo R2       | 2:45:03.60            | +16:47.40  |         |
| 11.       | Pablo Rey           | Miguel Uzal           | Suzuki Swift Sport      | 2:50:06.10            | +21:49.90  |         |
| 12.       | Surhayen Pernía     | Borja Odriozola       | Suzuki Swift Sport      | 2:50:38.60            | +22:22.40  |         |
| ERC       |                     |                       |                         |                       |            |         |
| 1. (5.)   | Luca Betti          | Maurizio Barone       | Peugeot 207 S2000       | 2:31:15.1             | +0.0       |         |
| 2. (7.)   | Antonín Tlusťák     | Jan Škaloud           | Škoda Fabia S2000       | 2:34:45.8             | +3:30.7    |         |
| 3. (8.)   | Szymon Ruta         | Sebastian Rozwadowski | Peugeot 207 S2000       | 2:34:49.6             | +3:34.5    |         |
| 4. (22.)  | Giovanni Vergnano   | Samuele Perino        | Fiat Abarth 500 R3T     | 3:02:37.3             | +31:22.2   |         |
| España    |                     |                       |                         |                       |            |         |
| 1.        | Miguel Ángel Fuster | Ignacio Aviño         | Porsche 911 GT3         | 2:27:49.5             | 0.0        | 52,5    |
| 2.        | Alberto Hevia       | Alberto Iglesias Pin  | Škoda Fabia S2000       | 2:28:16.20            | +26.7      | 45      |
| 3.        | Xevi Pons           | Álex Haro             | Ford Fiesta S2000       | 2:30:06.80            | +2:17.3    | 40,5    |
| 4.        | Jonathan Pérez      | Enrique Velasco       | Peugeot 207 S2000       | 2:30:19.90            | +2:30.4    | 37,5    |
| 5. (6.)   | Joan Vinyes         | Jordi Mercader        | Suzuki Swift S1600      | 2:34:05.50            | +6:16.0    | 34,5    |
| 6. (9.)   | Daniel Marbán       | Víctor Ferrero        | Mitsubishi Lancer Evo X | 2:37:44.60            | +9:55.1    | 31,5    |
| 7. (10.)  | Miguel Arias        | Roberto Arias         | Renault Twingo R2       | 2:45:03.60            | +17:14.1   | 28,5    |
| 8. (11.)  | Pablo Rey           | Miguel Uzal           | Suzuki Swift Sport      | 2:50:06.10            | +22:16.6   | 25,5    |
| 9. (12.)  | Surhayen Pernía     | Borja Odriozola       | Suzuki Swift Sport      | 2:50:38.60            | +22:49.1   | 22,5    |
| 10. (13.) | Alberto Monarri     | Rodrigo Sanjuan       | Suzuki Swift Sport      | 2:51:01.5             | +23:12.0   | 19,5    |

| Predecesor: Zlín 2011   | ERC 2011    | Sucesor: Polonia 2011 |
| Predecesor: Ferrol 2011 | España 2011 | Sucesor: Llanes 2011  |